# Mario Gaviria
Mario Gaviria Labarta (Cortes, Navarra; 14 de abril de 1938-Zaragoza, 7 de abril de 2018) fue un sociólogo español. Se formó en Zaragoza, donde estudió Derecho y en Inglaterra y Francia donde cursó estudios de Economía y Sociología. En Francia se convirtió en discípulo de Henri Lefebvre, cuyas primeras obras tradujo al castellano y difundió en España.

## Biografía
En los años 1960 y 1970 introdujo en España las más avanzadas tendencias en Sociología Rural y Urbana, del Ocio y del Turismo; y tras varias estancias en California inició la construcción de un pensamiento sociológico alternativo en el que se fundían muchos de las propuestas de Lefebvre, con el ambientalismo americano, y una tradición hispánica que podría personalizarse muy particularmente en la obra de Joaquín Costa. Constribuyó a la construcción del pensamiento ecológico y del movimiento ecologista. Actuó contra la instalación de una central nuclear en la Marina de Cope (Región de Murcia), coordinando el movimiento en los inicios de la oposición nuclear española. Trabajó sobre el planeamiento urbanístico de las dos últimas décadas del siglo XX en España.
Maestro de varias generaciones de sociólogos urbanos, rurales, del ocio y ambientales en España. Sociólogos como Artemio Baigorri reconocen explícitamente la notable influencia de Gaviria en su obra, urbanistas como Ramón López de Lucio, ecologistas como Ramón Fernández Durán, etc. Tras su muerte numerosos artículos publicados en prensa han evidenciado la profunda influencia de este autor en especialistas de muy diversas ramas del conocimiento, la planificación, etc.
Desde 1985 Mario Gaviria trabajó como profesor de la Escuela Universitaria de Trabajo Social de Navarra, y desde 1992 de la Universidad Pública de Navarra, en temas de bienestar social y exclusión. Durante esos años colaboró en el desarrollo de los programas de renta mínima de inserción en Madrid y Aragón, y en el desarrollo de proyectos innovadores de intervención social, en campos como la prevención del sida, la inserción social y laboral y la integración social del pueblo gitano).

#### Libros colectivos e individuales
1968. El Gran San Blas. Arquitectura (COAM), nº 113-114. (Seminario de Sociología Urbana de Madrid—Director) 
1971. Campo, Urbe y Espacio del Ocio. Madrid: Siglo XXI de España. 
1972. La comarca en la reestructuración del territorio: XI seminario de investigación. Madrid: Instituto de Estudios de la Administración Local. (con Luis Amat Escandell y Miguel Bueno Gómez-Coords.) 
1973. Libro negro sobre la autopista de la costa blanca. Valencia: Ediciones Cosmos. (Director) 1973. Una nueva ciudad: el centro direccional del área metropolitana de Barcelona. Madrid: Instituto de Estudios de la Administración Local. (con José Manuel Alonso Velasco, Fernando de Terán Troyano y Antonio Valdés) 
1974. Ni desarrollo regional ni ordenación del territorio: el caso Valenciano. Madrid: Turner. (Director) 
1974. España a go-go: turismo charter y neocolonialismo del espacio. Madrid: Turner. (Director. Con José Miguel Iribas, Manuel Monterde, Françoise Sabbah, Juan Ramón Sanz Arranz y Ernesto Udina) 
1974. Zaragoza Contra Aragón. Barcelona: Los libros de la Frontera. (con Enrique Grilló) 
1975. El Turismo de playa en España : chequeo a 16 ciudades nuevas del ocio. Madrid: Turner. (Director. Con José Miguel Iribas, Françoise Sabbah y Juan Ramón Sanz Arranz) 
1975. El escándalo de la “Court Line” (bancarrota del turismo español). Madrid: Editorial Cuadernos para el Diálogo. 
1976. Ecologismo y ordenación del territorio en España. Madrid: Edicusa. 
1976. Presente y futuro del espacio pirenaico: actas del Simposio de Huesca. Zaragoza: Alcrudo. (coordinador) 
1976. El turismo de invierno y el asentamiento de extranjeros en la provincia de Alicante. Alicante: Instituto de Estudios Alicantinos. 
1976. El Bajo Aragón expoliado, recursos naturales y autonomía regional. Teruel: DEIBA. (Director)
1977. Benidorm, ciudad nueva. Madrid: Editora Nacional (2 vol.). (con José Miguel Iribas, Françoise Sabbah y Juan Ramón Sanz Arranz) 
1978. Navarra: Abundancia. Donostia: Editorial Hordago. (Director, con equipo de trabajo) 
1978. Extremadura Saqueada. Recursos naturales y autonomía regional. Barcelona: Ediciones Ruedo Ibérico. (con José Manuel Naredo y Juan Serna—coords.) 
1978. Por una alternativa al movimiento campesino. Zaragoza (ciclóstil). (participante y animador, junto a Artemio J. Baigorri y Antonio Aguirre, de Alternativas Radicales para la Ribera del Ebro [A.R.R.E.]) 
1978. Sindicalismo campesino y venta directa. Zaragoza: autoedición. (participante y animador, junto a Artemio J. Baigorri y Antonio Aguirre, de A.R.R.E.) 
1978. Las luchas y defensa de los renteros y medieros/ La radicalización del cooperativismo. Donostia: Hordago. (participante y animador, junto a Artemio J. Baigorri y Antonio Aguirre, de A.R.R.E.) 
1978. Vivir del Ebro. Donostia: Hordago. (participante y animador, junto a Artemio J. Baigorri y Antonio Aguirre, de A.R.R.E.) 
1979. Contra la General Motors. Zaragoza: autoedición. (participante y animador, junto a José Mari Lagunas y Artemio J. Baigorri, de A.R.R.E.) 
1979. El espacio de la fiesta y la subversión: análisis socioeconómico del Casco Viejo de Pamplona. Donostia: Lur. (con Antonio García Tabuenca, Patxi Tuñón y equipo de trabajo) 
1980. El Modelo extremeño: ecodesarrollo de La Serena y La Siberia. Madrid: Editorial Popular. (con Fernando Mejías, Artemio Baigorri, Juan Serna y colectivo) 
1980. Informe sobre la enseñanza de la Arquitectura en las escuelas de Madrid y Valladolid. COAM: Madrid (con Artemio Baigorri y Pedro Cruz) 
1981. El buen salvaje. De urbanitas, campesinos y ecologistas varios. Barcelona: ediciones 2001. (Selección, corrección y edición de Artemio Baigorri) 
1984. El campo riojano. Logroño: Cámara provincial agraria de La Rioja. (2 vols.) (Director junto Artemio Baigorri) 
1985. Agricultura periurbana. Madrid: Consejería de Ordenación del Territorio. (con Artemio Baigorri)
1985. Pamplona/Iruña. Pamplona: Editorial Ayuntamiento de Pamplona. (con Antonio García Tabuenca, Patxi Tuñón, Fuensanta Hernández y otros colaboradores) 
1988. Guía de lo mejor de España. Madrid: Ediciones Turespaña y Lunwerg editores. (con Blanca Berlín, Antonio García Tabuenca, Patxi Tuñón y otros. Versión en francés “Le meilleur de l’Espagne” [1990] e inglés “Guide to the best of Spain” [1991]) 
1989. Minusvalía social y empresa social marginal [Traperos de Emaús. Pamplona]. Madrid: Editorial Popular. 1990. Benidorm. Madrid: Lunwerg. (con Blanca Berlín) 
1991. Vivienda social y trabajo social. Madrid: Editorial Popular. (con Miguel Laparra, Javier Ferrer y Manuel Aguilar) 
1993. El ingreso madrileño de integración. Primera evaluación. Madrid: Consejería de Integración social. (con Manuel Aguilar Hendrickson) 
1995. La caña y el pez: el salario social en las Comunidades Autónomas 1989-1994. Madrid: Fundación Foessa. (con Manuel Aguilar Hendrickson y Miguel Laparra Navarro) 
1995. La quimera del agua: presente y futuro de Daimiel y La Mancha Occidental. Madrid: Siglo XXI editores. (con Juan Serna) 
1996. Sociología para el trabajo social. Madrid: Universitas. (con José Almaraz Pestana y Juan Maestre Alfonso, compiladores) 
1996. La séptima potencia. España en el mundo. Madrid: Ediciones B. 
1998. El embalse de La Loteta: preguntas, respuestas, argumentos y reflexiones. Confederación Hidrográfica del Ebro. (con David Baringo Ezquerra y Mario Gaviria Fobian) 
1999. El agua, placer y equilibrio: preguntas, respuestas, sugerencias y recomendaciones para su consumo y disfrute. Zaragoza: Cremallo. (con David Baringo Ezquerra y Mario Gaviria Fobian)
2002. El corazón de la calle: estudio del comercio en Benidorm: 25 aniversario de AICO, 1975-2000. Benidorm: Asociación Independiente de Comerciantes y Empresarios Turísticos de Benidorm y provincia. (con David Baringo Ezquerra y Rozenn Rolland) 
2004. La Plaza de Los Sitios: zona emblemática de Zaragoza. Estudio de urbanismo comercial sobre el sector Los Sitios. Zaragoza: Certeza. (con David Baringo Ezquerra) 
2004. La dinamización de San Vicente de Paúl y el Coso Bajo : Un barrio histórico con todo y para todos. Zaragoza: Editorial: Asociación de Comerciantes de San Vicente de Paúl - Coso Bajo. (con David Baringo Ezquerra) 
2004. Aragón es Zaragoza: 25 años de ciudad. Zaragoza: Asociación de Exconcejales Democráticos de Zaragoza. (con David Baringo Ezquerra) 
2009. El salario social sudado. Madrid: Editorial Popular. (con Miguel Laparra Navarro, Conchita Corera Oroz y Manuel Aguilar Hendrickson) 
2010. El trasvase del AVE. Editorial Perea Soro. (con José María Perea) 
2011. La buena vida, las energías renovables y la reislamización fría en el 2030. Tudela: Autoedición. (con Luis Calavia) 
2015. El Paraíso Estancado. La complementariedad hispanoalemana. Madrid: Los libros de la catarata. (con José María Perea)

#### Artículos de revista, prensa y capítulos en obras colectivas
1964. “Zaragoza en el banco de pruebas”. Heraldo de Aragón. 
1965. “Zaragoza en el Banco de ideas”. Heraldo de Aragón. 
1966. “La Ampliación del barrio de La Concepción”. Arquitectura (COAM), nº 92. 
1967. “Aportación a las conversaciones sobre inmigración interior. Barcelona, octubre 1965”, Arquitectura (COAM), nº97. 
1968. “Zaragoza en el tablero de dibujo”, pp.42-56 en T.A.:Temas de Arquitectura y Urbanismo. (1968), nº 104. (con Enrique Grilló) 
1969. “Posibilidades urbanísticas del medio rural”, pp. 139-158 en Revista de Estudios Agrosociales nº66. 
1969. “Los parques nacionales, regionales y comarcales: una necesidad urgente”, pp. 19-30 en Ciencia Urbana, nº4. 
1969. “La ideología clorofila”. pp. 59-62 en Ciencia urbana, nº4. 
1969. “Zonas verdes públicas interiores en ciudades compactas y densas: Madrid, Barcelona, Oviedo y Bilbao”, pp. 63-64 en Ciencia Urbana, nº4. 
1969. “Urbanismo del ocio”, pp. 19-33 en Ciudad y Territorio, nº2. 
1969. “El trabajo en equipo”, pp. 26-29 en Arquitectura (COAM), nº130. 
1970. “El Porvenir Espacial de la Agricultura Española hacia 1980”, pp. 16-18 en Ciudad y Territorio, nº4. 
1970. “Les nouveaux quartiers périphériques des grandes villes espagnoles”, pp. 17-21 en L’Architecture d’Aujourd’hui, nº 149. (Traducido al castellano en Campo, Urbe y Espacio del Ocio [pp. 187-203:1971]) 
1970. “La vida cotidiana en las urbanizaciones del Hinterland de Madrid”, pp. 21-41 en Arquitectura nº 135-136. (con Miguel Roiz Celix y José María Iranzo) 
1970. “Conservación de la naturaleza en zonas del secano frío español”, pp. 25-33 en Revista de Estudios Agrosociales, nº70. (con Miguel Bueno Gómez). 
1971. “La corrupción en materia de urbanismo” , pp. 48-49 en Arquitectura (COAM), nº 149. 
1972. “Aragón y el agua”, Andalán, nº5, 15 de noviembre. 
1973. “El desarrollo regional contra la sociedad rural. El neorruralismo como modo de vida”, pp. 49- 67 en Revista de Estudios Agrosociales, nº84. 
1973. “Los peligros de las centrales nucleares”. Diario de Navarra, 21 de noviembre. 
1973. “Centrales nucleares”. Andalán, 1 de diciembre. 
1973. “Rene Dumont: la utopía y el apocalipsis”, pp. 22-25 en Triunfo, nº565. 
1974. “La producción neocolonialista del espacio”, pp. 201-2017 en Papers: revista de sociología, nº3. 1974. “Cuencas del Ebro: centrales nucleares y trasvase”, pp. 46-48 en Triunfo, nº637. 
1974. “La amenaza de la Energía Nuclear”, pp. 18-21 en Triunfo, nº592. 
1974. “Hipótesis sobre el turismo en España”, pp.26-27 en Triunfo, nº620. (con Françoise Sabbah y Juan Ramón Sanz Arranz) 1974. “La autopista como agresión”, pp. 22-25 en Triunfo, nº596. (con Luis Marco) 
1974. “Las obras de César Manrique”, en La Tarde (Santa Cruz de Tenerife), 14 de diciembre. 
1975. “El Paternalismo Urbano”, pp. 8-9 en Andalán, nº72. 
1975. “El agua, las centrales nucleares y el trasvase”, pp. 82-87 en CAU (Construcción, Arquitectura y Urbanismo) nº32. (con José L. Fandos y Ángel Delgado) 
1976. “La cultura rural: de la dependencia urbana a la extinción”. En Documentación Social. Revista de estudios sociales y de sociología aplicada, nº25, monográfico sobre “Cultura y clases sociales”. (con Ángel Delgado y José Luis Fandos) 
1976. “Repoblar Aragón”, Andalán, nº 85, 15 de marzo. 
1976. “La Ribera contra la autopista”, Andalán,nº 81. (con Artemio Baigorri) 
1976. “Por una clarificación de La población activa agraria en España” en Agricultura y Sociedad, nº1, pp. 127-162. 1976. “Contradicciones teóricas y técnicas de la ordenación espacial de las estaciones de invierno” pp. 9-34 en Ciudad y Territorio, nº 4. 
1976. “La ciudad no son las autopistas”, pp. 24-25 en Triunfo, nº685. 
1976. “El resurgir campesino”, pp. 42-45 en Triunfo, nº725. 
1976. “Un encierro por el futuro de Madrid”, pp. 19-20 en Triunfo, nº681. 
1977. “El despertar de Extremadura”, pp. 25-27 en Triunfo, nº761. 
1977. “Nietzsche y Fli-Ping-Bun para las masas”, pp. 55-56 en Triunfo, nº730. 
1977. “Para entender a Aragón”, pp. 49-50, en Triunfo, nº763. 
1977. “Rioja y Navarra: los esparragueros mandan sus precios”, pp. 34-36 en Triunfo, nº743. 
1977. “Prohibir, vigilar, educar y hacer trabajar a la plebe” en El Viejo Topo, extra nº5, pp.33-43.
1977. “Del agua al átomo. Ideología y decadencia del electrofranquismo”, pp. 6-11 en Alfalfa. Crítica ecológica y alternativas. Extra, Monográfico dedicado a “La cara oculta de la energía”. 
1977. “Imperialismo y dependencia energética”, pp. 12-13 en Alfalfa. Crítica ecológica y alternativas. Extra, Monográfico dedicado a “La cara oculta de la energía”. 
1977. “Cuatro planes energéticos. Cómo distinguirlos”, pp. 14-20 en Alfalfa. Crítica ecológica y alternativas. Extra, Monográfico dedicado a “La cara oculta de la energía”. 
1977. “Fraude energético” p. 21 en Alfalfa. Crítica ecológica y alternativas. Extra, Monográfico dedicado a “La cara oculta de la energía”. 
1977. “Por la ecología al socialismo libertario”, Punto y Hora, nº 54, 22-28 de septiembre. 
1978. “Sociología Urbana”, en Sociología urbana: I Curso de Urbanismo, año 1976-1977. Pamplona, Colegio de Arquitectos VascoNavarro. 
1978. “La competencia rural-urbana por el uso de la tierra”, pp. 245-261 en Agricultura y Sociedad, nº7. 
1978. “Los procesos de decisión en la producción y consumo del espacio y tiempo turísticos”, pp.52-63 en Información Comercial Española, nº 533. 
1978. “El pastor, héroe termodinámico”, pág. 14 en Andalán, nº 149, 20 de enero. 
1979. “Una reforma agraria al revés”, pp.7-9, en Transición. Economía, trabajo, sociedad, nº4. 
1979. “La montaña como refugio”, pp. 23-29 en Ciudad y territorio: Revista de ciencia urbana, nº 4.
1979. “Elucubraciones perezosas sobre la ya cercana ciudad socialista”, pp. 41-43 en El Viejo Topo, nº32. Dossier ciudad “De la ciudad capitalista a la ciudad socialista”. 
1979. “El erotismo de montar en bicicleta por las ciudades”, pp. 9-12 El Ecologista, nº1. 
1979. “Alternativa radical para la ribera del Ebro”, pp.111-118 en Alternativas (recursos, tecnologías, construcción, habitat, sanidad, alimentación, agricultura, energías). Debates y conclusiones de las Jornadas de Estudio de Alternativas, junio de 1978. Pamplona, Editorial Euskal-Bidea. 
1979. “Barraquismo: ayer, hoy, ¿mañana? Las chabolas son necesarias”, pp. 31-34 en Transición. Economía, trabajo, sociedad, nº13. 
1979. “El árbol del Estado y los amos”, pp. 30-37 en Transición. Economía, trabajo, sociedad, nº8.
1979. “Valdecaballeros: la contradicción principal”, pp. 7-10 en Bicicleta. Revista de Comunicacio nes Libertarias, nº20. 
1980. “Ciudad: 20 trucos y remiendos”, pp. 47-51 en El Ecologista nº 8-9. 
1980. “Los ecologistas radicales”, pp. 24-25 en El Ecologista, nº11. 
1980. “La falsa crisis económica. El coito interruptus del obrero ibérico”, pp. 4-6 en Bicicleta. Revista de Comunicaciones Libertarias, nº25. 
1980. “La resistencia gitana”, p. 25 en Bicicleta. Revista de Comunicaciones Libertarias, nº 28.
1980. “Pocos, viejos, feos, pobres y a veces…de derechas”, pp. 62-72 en Bicicleta. Revista de Comunicaciones Libertarias, nº29-30. 
1980. “Ventajas y posibilidades de una confederación de pueblos y valles pirenaicos”, pp. 41-45 en Transición. Economía, trabajo, sociedad, nº22-23. 
1980. “Panfleto contra Europa”, pp. 45-47 en Transición. Economía, trabajo, sociedad, nº26. 
1980. “Modelos de crecimiento, movimientos ecologistas y partidos políticos”, pp. 23-28 en CEUMT Barcelona, nº22. 
1980. “Informe sobre la enseñanza de la arquitectura en las Escuelas de Madrid y Valladolid”, pp. 13-18 en Arquitectos: Consejo Superior de Colegios Oficiales de Arquitectos de España, nº 32. Monográfico dedicado a “Homologación del título de arquitecto en Europa e Iberoamérica” (Comisión del COAM Jose Juan Garcia Sanchez, Maryan Alvarez-Builla, Antonio Ceresuela Puche ; sociologos: Mario Gaviria Labarta, Artemio J. Baigorri Agoiz, Pablo Cruz Iniesta) 
1981. “Ambiente: se barrunta la peste”, pp. 12-13 en Triunfo, nº12, 6ª época. 
1981. “Sobre los cascos antiguos, la supresión del tráfico y la peatonalización”, pp. 36-46, en CEUMT Barcelona, nº41. 
1981. “El espacio del poder absoluto”, pp. 39-43 en Transición. Economía, trabajo, sociedad, nº30.
1981. “Características generales de las nuevas tecnologías”, pp. 34-59, en Crisis tecnológica y construcción. Bilbao, Colegio Oficial de Aparejadores y Arquitectos Técnicos de Vizcaya. 
1981. “Deseo y necesidad (vivir pobre con elegancia)”, pp. 129-135 en Necesidad y satisfacción. Ponencias del Seminario de la IX Experiencia de Sargadelos. A Coruña, Ediciones do Castro. 
1982. “La crisis podría ser creadora y positiva”, pp. 15-16, en Triunfo, nº15, 6ª época. 
1983. “Los ecologistas damos la lata, nos lo pasamos bien, pero nos quieren canibalizar”, pp. 29-36 en Revista de Estudios de Juventud, nº11. Monográfico dedicado a “Ecología, Ecologismo y Juventud II. Una nueva perspectiva al servicio de la Cultura”. 
1984. “Cultivar escombreras y cosechar solares”, pp. 28-33 en Alfoz:Madrid. Territorio, economía y sociedad, nº10, noviembre. 1986. “Europa, del etnocidio al ecocidio”, En pie de paz, nº0, pp.14-15.
1986. “Marx no fue ecologista”, pp. 674-677 en Cien años después de Marx: ciencia y marxismo, Actas del Coloquio Internacional en conmemo ración del Centenario de la muerte de Carlos Marx (Román Reyes ed.). Madrid, Akal Universitaria. 
1988. “Éxito económico y fracaso social de la agricultura española del fin de siglo”, pp.149- 164 en Documentación social, nº72. Monográfico dedicado a “Agricultura, vida rural y asociacionismo”.
1990. “La U.S.I., Unidad Social Intensiva”, pp.137-162 en Cuestiones en torno al trabajo social. Madrid, Editorial Popular. 
1990. “España a la carta: comentarios sobre la necesidad de desarrollo sistemático de la calidad medioambiental, las infraestructuras físicas, los equipamientos turísticos y la oferta complementaria de la España turística insustituible de fin de siglo”, pp. 77-85 en Estudios Turísticos nº extra 1, monográfico dedicado a “Año Europeo del Turismo”. 
1990. “Una docena de mitos, síndromes, límites y mistificaciones acerca de los Servicios Sociales y el Trabajo Social”, pp. 217-244 en Documentación Social, nº79, monográfico dedicado a “Trabajo Social y Servicios Sociales”. (con Manuel Aguilar Hendrickson, Miguel Laparra Navarro y Concepción Corera Oroz) 
1991. “Vacilaciones y primeros pasos”, pp. 74-78 en Alfoz:Madrid. Territorio, economía y sociedad, nº77-78. 
1992. “Contradicción entre los precarizados y los excluidos españoles y los inmigrantes económicos”, pp.134-137 en Alfoz:Madrid. Territorio, economía y sociedad, nº91-92. 
1992. “Nacionalismo vasco y movimientos ecológicos”, pp. 81-85 en Jokin Apalategui (ed.) Movimientos Sociales y Nacionalismo. Vitoria, Instituto de Estudios sobre Nacionalismos Comparados. (con Víctor Aierdi) 
1992. “De la teoría de la pauperización a la teoría de la exclusión”, pp. 137-154 en La sociedad de la desigualdad: pobreza y marginación a debate. Donostia, Gakoa liburuak. 
1993. “Crisis y sociedad de la exclusión: reflexiones desde el trabajo social”, pp. 9-24 en Servicios Sociales y Política Social, nº31-32, monográfico sobre la “Incidencia de la crisis en el Estado de Bienestar. (con Manuel Aguilar Hendrickson y Miguel Laparra Navarro) 
1994. “Elogio de la sensualidad y eficacia de la bicicleta”, pp- 109-113 en Archipiélago: Cuadernos de crítica de la cultura, nº18-19. 
1994. “Las rentas mínimas de inserción de las Comunidades Autónomas”, pp. 201-222 en Documentación Social, nº96, monográfico dedicado a “La pobreza en España, hoy”. (con Miguel Laparra Navarro y Manuel Aguilar Hendrickson) 
1995. “Panorámica de los servicios sociales” pp. 53-84 en Dí: aportes desde el trabajo social, nº4-5. (con Manuel Aguilar Hendrickson y Miguel Laparra Navarro) 
1995. “Crisis y sociedad de la exclusión: reflexiones desde el trabajo social”, pp. 15-27 en Dí: aportes desde el trabajo social, nº4-5. (con Manuel Aguilar Hendrickson y Miguel Laparra Navarro)
1995. “Peculiaridades de la exclusión en España: propuesta metodológica y principales hipótesis a partir del caso de Aragón”, pp. 65-102 en Pobreza, necesidad y discriminación [Simposio sobre Igualdad y Distribución de la Renta y la Riqueza].  
1996. “Sociología de los prejuicios hacia la diversidad (racismos, xenofobia, homofobia, etc.)”, pp. 481-503 en Sociología para el trabajo social. Madrid, Universitas editorial. 
1996. “Una aproximación sociológica a Mary Richmond y su conceptualización del trabajo social de casos”, pp. 541-561 en Sociología para el trabajo social. Madrid, Universitas editorial. 
1996. “La ciudad”, pp. 267-286 en Sociología para el trabajo social. Madrid, Universitas editorial.
1996. “Sociología de la integración: veinticinco hipótesis sobre los gitanos y gitanas españoles/españolas del final de siglo”, pp. 563-578 en Sociología para el trabajo social. Madrid, Universitas editorial. 
1996. “La integración”, pp. 429-447 en Sociología para el trabajo social. Madrid, Universitas editorial. (con Manuel Aguilar Hendrickson y Miguel Laparra Navarro) 
1996.“Sociología de la exclusión”, pp. 449-479 en Sociología para el trabajo social. Madrid, Universitas editorial. (con Miguel Laparra Navarro y Manuel Aguilar Hendrickson) 
1996. “Empresas de inserción, economía social y desarrollo local”, pp. 575-610, en Transformación social y compromiso de los profesionales: IV Jornadas de Intervención Social del Colegio Oficial de Psicólogos de Madrid. Madrid, Instituto Nacional de Servicios Sociales. (con Juan Navarro, Mercedes Arquero, Miguel Laparra Navarro y Manuel Aguilar Hendrickson) 
1997. “La caseta y el huerto como espacio de placer”, pp. 133-140 en La disciplina urbanística: el suelo no urbanizable, las parcelas ilegales y el nuevo código penal : actas, I y II jornadas. Zaragoza, Gobierno de Aragón, Dirección General de Ordenación del Territorio y Urbanismo. 
1997. “Tendencias de la exclusión social en España y las rentas mínimas”, PP. 47-65 en Intervenção Social, nº15-17. 
1998. “Tendencias de la exclusión social en España”, pp. 459-480 en Tecnología y sociedad en el nuevo siglo: Segundo Foro sobre Tendencias Sociales (Tezanos Tortajada, J.F. y Sánchez Morales, M.R. coords.). Madrid, Iniciativas Editoriales Sistema. 
1998. “Bases para el desarrollo de estructuras de inserción por lo económico en la Comunidad de Madrid”, pp. 181-218 en La exclusión social: reflexión y acción desde el trabajo social (Hernández Aristi, J. Y Olza Zubiri, M. Eds). Pamplona, Ediciones Eunate. (con Miguel Laparra Navarro y Manuel Aguilar Hendrickson) 
1998. “La ciudad como espacio de aventura y de innovación social” en Desde la ciudad: Actas del IV Curso Arte y Naturaleza. Huesca, Diputación Provincial. 
1998. “A treinta años del «prohibido prohibir»: Mayo del 68 visto desde Aragón”. Revista Trébede (Aragón), nº14, mayo. (con Jose Carlos Mainer, Eloy Fernández Clemente, Carlos Forcadell Álvarez y José Antonio Labordeta) 
2000. “Las familias gitanas, castas dispersas en sociedades sin castas”, pp. 22-25 en Tchatchipen: lil ada trin tchona rodipen romani =Revista trimestral de investigación gitana, nº31. 
2002. “El agua y la ciudad”, pp. 33-44 en Ríos y ciudades. Aportaciones para la recuperación de los ríos y riberas de Zaragoza (Pablo de la Cal y Francisco Pellicer, coords.). Zaragoza: Institución «Fernando el Católico». 
2002. ”¡No trabajéis nunca! Las teorías del mayo del 68 han fracasado en España, unos de los cinco países más laboriosos del mundo”. La Vanguardia, 2 de diciembre. 
2003. “Zaragoza contra Aragón, 25 años después”, pp. 137-142 en Las Comarcas de Aragón: territorio y futuro (Jorge Infante Diaz, coord..). Zaragoza, Gobierno de Aragón. Departamento de Presidencia y Relaciones Institucionales. 
2003. “La generación de los “sinchollo””. La Vanguardia, 2 de febrero. 
2003. “Elogio de la impureza y del no trabajo”. La Vanguardia, 28 septiembre. 
2004. “Matrimonios con fecha de caducidad”, en La Vanguardia, 16 de enero.
2004. “La máquina de asimilar inmigrados”. La Vanguardia, 4 abril. 
2005. “El irresistible “sex appeal” del modo de vida español”. La Vanguardia, 1-2 enero. 
2005. “El placer de los extraños”. La Vanguardia, 15 de mayo. 
2005. “Un libro interrumpido”. La Vanguardia, 9 de octubre. 
2006. “Poligama sucesiva de los 35 a los 50”(con Sandra Gaviria). La Vanguardia, 20 abril 2006. “La benidormización de barcelona”. La Vanguardia, 16 de julio 
2006. “El califato de Francia”, en La Vanguardia, 5 de noviembre. 
2006. “Menos porno y más culebrón”. 
2006. Colegio de Sociologós y Politólogos de Navarra. 
2007. “El reino de las Renovables”, en La Vanguardia, 9 de diciembre. 
2007. “André Gorz, el gran ‘renifleur’”. La Vanguardia, 30 de septiembre. 
2007. “El reino de las renovables”. La Vanguardia, 9 de diciembre. 
2008. “Piratas musulmanes y pateras”. La Vanguardia, 27 de abril 
2008. “Taller de la búsqueda de la paz hidráulica universal” pp. 409-417 en Documento final de las Semanas Temáticas. Tribuna del Agua, Expo Zaragoza 2008. Zaragoza. (con Artemio Baigorri)
2010. “La España sobrada y la España renovable”. La Vanguardia, 23 de agosto. 
2011. “La excelencia española en la producción del espacio urbano y el territorio en el siglo XXI”, pp. 571-578, en Ciudad y territorio: Estudios territoriales nº169-170, monográfico dedicado a “Medio siglo de pensamiento urbanístico: Fernando de Terán”. 
2012. “Docencia de lo urbano como reto social”, pp.62-70 en Perspectivas Urbanas 5. La docencia de lo urbano. Madrid, Universidad Europea de Madrid. Mario Gaviria (derecha), en las jornadas Perspectivas Urbanas (Madrid). 
2012. “Agua, alimentos y kilovatios sostenibles. La hidridación integrada del Valle del Ebro, el canal de Navarra y el cierre de la central nuclear de Garoña”, SEDECK (Sociedad Española de Espeleología y Ciencias del Karst), nº8, Madrid. 
2012. “Extremadura sobrada (en trance de modernización hacia una energía descarbonizada)”, pp. 17-54 en Artemio Baigorri (ed.) Transiciones ambientales y participación. Ensayos de Sociología Ambiental.Badajoz, Grupo de Análisis de la Realidad Social de la Universidad de Extremadura. (con Gabriela Zanfir) 
2013. “Urbanismo y electricidad para el siglo XXI. Madrid y España”, pp. 349-367, en Madrid. Materia de debate 2003-2013, Tomo IZozobra. Madrid, Club de Debates Urbanos. 
2018. “Los sesenta mejores años de la historia de Extremadura, 1958-2018”, pp. 83-85 en Dominación y (neo-)extractivismo. 40 años de Extremadura Saqueada. Pensamiento crítico y luchas por el territorio (edición digital). Madrid, Matadero-Madrid y Campo Adentro. 

#### Prólogos y ediciones
1969. Prólogo a El Derecho a la Ciudad (Henri Lefebvre), Barcelona, Ediciones Península. 
1972. Edición y prólogo de Psicología del espacio (Abraham A. Moles y Elisabeth Rohmer). Madrid, Ricardo Aguilera. 
1973. Edición de De lo rural a lo urbano (Henri Lefebvre). Barcelona, Ediciones Península. 
1979. “La energía nuclear: autoritaria, peligrosa y cara”, prólogo a La lucha antinuclear (Colectivo Askatasuna). Donostia, Hordago. 
1979. “La importancia de los urbanistas competentes”, prólogo a ¿Especulación del suelo? Notas para una política del suelo urbano (Fernando Roch y Felipe Guerra). Madrid, Nuestra Cultura. 
1980. “Crear una, dos...mil ecotopías”, prólogo de Ecotopía (Ernst Callenbach). Zaragoza, Trazo editorial. (Edición y traducción junto a Blanca Berlín. Re-edición en 2013 en La Linterna Sorda ediciones)
1983. Traducción, adaptación y prólogo (junto a Blanca Berlín) Enciclopedia ecotopiana: guía para la supervivencia en la época de la inflación (Ernst Callenbach). Madrid, Miraguano. 
1990. Prólogo a La ruta de la energía (Josep Puig y Joaquim Corominas). Barcelona, Anthropos y Servicio Editorial de la Universidad del País Vasco. 
1995. “Una relectura de Mary E. Richmond”, prólogo a El caso social individual: El diagnóstico social (Mary Richmond). Madrid, Talasa. (Selección de textos. Traducción junto a Blanca Berlín) 
2000. Prólogo a Ingenios Solares. Manual práctico para la construcción de aparatos sencillos relacionados con la energía solar (José Manuel Jiménez Bolaños «Super»). Arre, Pamiela.

#### Entrevistas
1973. Entrevista a Mario Gaviria, sobre las perspectivas de la agricultura española y europea. En Tarjeta de visita. “Radio París”. Office de Radiodiffusion-Télévision Française. 
1975. Entrevista en Canet Rock. (Francesc Bellmunt, dir.). Profilmes, S.A. (Documento audiovisual). (intervención en la playa ≈min. 9:40) 
1976. “Hoy, Joaquín Soler Serrano entrevista a: Mario Gaviria”, en A fondo. 4 de julio. Radio Televisión Española. (Documento audiovisual). 
1976. Encuentros con las Artes y Letras. TVE1. 7 de febrero. (Invitados: Andrés Trapiello, E. Alamiños, M.H. Mendoza, J. Kreisler, E. Suñer, Blanca Sánchez, José Antonio Labordeta, Antonio Fernández Alba, Mario Gaviria, José Infante, José A. Fernández Ordóñez, Arturo Soria y Puig, Mariano Bayón. También se ofrece en una selección el Domingo día 8 de agosto del mismo año)
1977. “La tecnología y la sociedad moderna” (Henri Lefebvre en conversación con Mario Gaviria), pp. 50-51 en CAU: construcción, arquitectura, urbanismo, nº46. 
1978. “Suburbios” en La Clave, 22 de julio. Radio Televisión Española. (Documento audiovisual). (Debate presentado por José Luis Balbín. Participan Pedro López Jimenez [subsecretario de Obras Públicas y Urbanismo], José María Socias Umbert [alcalde de Barcelona], Miguel Angel Pascual [presidente de la Asociación de Vecinos del Pozodo del Tio Raimundo], Francisco J. Sainz de Oiza [arquitecto] y Mario Gaviria) 
1978. “La naturaleza, fuente de placer (conversación con Henri Lefebvre)”, pp. 23-27 en El Viejo Topo nº20. 
1979. “La subversión ecologista. Entrevista con Mario Gaviria” (Miguel Gil), pp. 10-14 en Transición. Economía, trabajo, sociedad, nº6 (3). 
1979. “Peligro Nuclear” en La Clave, 2 de junio. Radio Televisión Española. (Documento audiovisual). (Debate presentado por José Luis Balbín. Participan Ulises Ruiz [cirujano y miembro del Consejo General Vasco], Luis Magaña [ingeniero de minas y comisario de Energía], Alexander Tollman [geólogo y presidente del Grupo de Lucha Antiatómica de Austria], Juan Díez Nicolás [sociólogo y subsecretario de Ordenación del Territorio y Medio Ambiente], Mario Gaviria [sociólogo] y José Juan Villa [químico y director de la central nuclear de Zorita]). 
1980. “¿Nosotros contra ellos o todos contra nosotros”, pp. 86-90 en El Viejo Topo, extra 9. (Mesa redonda sobre “Internacionalismo”, coordinada por Miguel Gil, participan Mario Gaviria [ecologista radical], Gabriel Albiac [profesor universitario] y Carlos Alonso Zaldívar [P.C.E.]) 
1981. “El subdesarrollo extremeño” (entrevista con Mario Gaviria), pp. 25-26 en El Socialista nº193. 18 al 24 de febrero. 
1981. “Extremadura Saqueada” (entrevista con Mario Gaviria), pp. 26-28 en La Calle, nº150. 3-9 de febrero. 
1982. “Usted por ejemplo”. Tve 1. 12 de noviembre. (documento audiovisual) (Primer capítulo “con letras hasta el cuello..” sobre salud mental del consumidor. Mario Gaviria conversa junto a una persona del medio rural) 
1983. “Buenas noches”. TVE1. 28 de marzo. (Programa presentado por Mercedes Milá). 
1983. “Encuesta: Mangada, Gaviria, Pascual y Mascareña”, en “Monografía elecciones”, pp. 54-55 en Alfoz:Madrid. Territorio, economía y sociedad, nº2. 
1984. “Ecología y política: encuesta a Mario Gaviria”, pp. 100-101 en Tiempo de Paz, nº4. 
1985. “Ecotopías concretas” (entrevista con Ernest Callenbach), pp. 69-73 en Alfoz:Madrid. Territorio, economía y sociedad, nº13. 
1987. La tarde. TVE1. Primera semana de noviembre. (Documento audiovisual). (Sobre tertulias de cafés, la «movida madrileña», ecoología, animadversidad entre Madrid y Barcelona o imagen de España en el exterior. Presentado por Moncho Alpuente, con Ricardo Cristóbal, Emilio Sola, Jesús Aparicio, Jacier Memba, Mario Gaviria, Ricardo Solfa, javier Krahe y Xavier Rubert) 
1987. “Vis a vis: Mario Gaviria. Crítica ecologista de la sociedad española” (Rafael Díaz Salazar), pp. 32-35 en Noticias Obreras, nº955, 1 al 15 de julio. 
1988. “España: parada y fonda” en Derecho a discrepar. Tve1. 7 de julio. (Documento audiovisual) (Presentado por Miguel Ángel Gonzalo. Con Lorenzo Olarte, vicepresidente del Gobierno de Canarias; Ignacio Fuejo, secretario de Estado de Turismo; Jaime Claveda, consejero de Turismo de la Comunidad Autónoma Balear; Mario Gaviria, sociólogo; Alexandre Paschkes, presidente de la Federación Internacional de Operadores de Turismo, e Ignacio Vasallo, consultor turístico) 
1991. “Para que veas” (programa-entrevista a Mario Gaviria). Rne, radio 1. 3 de diciembre. (Documento sonoro) 
1991. “Veinte años de ecologismo radical: una conversación con Mario Gaviria” (con José Ángel González Sainz e Ignacio de Llorens), p. 33-55 en Archipiélago: Cuadernos de crítica de la cultura, nº8. 
1991. “La ciudad sitiada (suburbios)” en La Clave, 4 de octubre. Antena 3. (Documento audiovisual). (Presentado por José Luis Balbín. Debate con Soledad Becerril [teniente-alcaldesa de Sevilla], Ricardo Eged [alcalde de Teruel], Manuel Díaz [vicealcalde de París], Mario Gaviria [sociólogo-urbanista], José Huélamo [alcalde de Coslada] y Eugenio Burriel [Consejero de Obras Públicas, Urbanismo y Transporte de Valencia] 
1992. “Sobre el albergue de transeuntes de Aranjuez (fundado por José Ramos Domingo” (enero-febrero). Tve 1. 1996. “El urbanista Gaviria critica el discurso retórico que frena el desarrollo del campus universitario” (Diario de Burgos, 19-12-1996). 
2003. “¿vivimos por encima de nuestras posibilidades?” en Esta es mi historia. Antena 3. (Documento audiovisual). (Presentado por Ana García Lozano. Invitados: Marta Robles y Miguel Temprano, periodistas; Miguel Durán, abogado y ex director de la ONCE; y Mario Gaviria) 
2006. “Navarra debe ser el primer centro mundial de fabricación de molinos” (Gabriel Asenjo). Diario de Navarra, 15 de diciembre. 2006. “Navarra tiene pendiente una reconciliación, pero creo que pronto volveremos a ser felices y reír juntos”. Diario de Noticias, 17 de diciembre. 
2008. “Moverse en bicleta por la ciudad es un estilo de vida ético”. Diario Vasco, 9 de noviembre.
2009. “Sin miedo a la alta densidad” (Patricia Gosálvez). El País, 28 de diciembre. 
2010. “Debates: Las playas” en Para todos La 2, 18 de junio. Radio Televisión Española. (Documento audiovisual) (Debate con Ana Moreno Garrido [Doctora en Historia Contemporánea], Mario Gaviria [Sociólogo] y Román Llagostera, [Director del Servicio de Medio Ambiente del Ayuntamiento de Barcelona]) 
2013. “Interview with Mario Gaviria” (en francés) (Lukasz Stanek), 2 de febrero. En http://www.henrilefebvre.org (Documento audiovisual) 
2014. Requiem Nuclear. (Sonia Llera, dir.). Zaragoza, Festival Ecozine. (Documental basado en “El Paraiso Estancado”, con guión de Sonia Llera, Mario Gaviria y Pedro Piñeiro. Varias entrevistas con Mario Gaviria) 
2015. “Elogios de Benidorm: entrevista con Mario Gaviria” (Ana Goñi), pp. 10-11 en Arquitectura viva, nº174. 
2015. “Benidorm” (entrevista con David Prieto), en En las Encrucijadas, El Estado Mental Radio, 17 de agosto. (Documento sonoro) 
2015. “Benidorm es la mejor ciudad nueva de la segunda mitad del s.XX” en Hoy por Hoy, Cadena Ser, 21 de abril. 
2016. “Estoy fascinado por los luteranos y locamente enamorado de Merkel” (Iñigo Salvoch). En Diario de Navarra, 22 de diciembre. 
Algunos informes y proyectos 
1966. Concurso Nacional de Ideas para la Urbanización de un barrio de viviendas: ordenación del Polígono ‘Canaletas’. Primer premio. (con J.M Alonso Velasco y Fernando de Terán Troyano) 
1967. Estudio de infraviviendas en Madrid. (Seminario de Sociología Urbana) 
1969. Proyecto de Centro Direccional. Sandanyola, Barcelona. Primer premio Concurso Nacional. (con J.M Alonso Velasco y Fernando de Terán Troyano) 
1969. Análisis sociourbanístico de la Zona de Fuencarral (Madrid). (Seminario de Sociología Urbana) 
1969. Estudios previos al diseño, organización y gestión de “La Ciudad en el espacio” (Taller de Arquitectura de Ricardo Boffil). 
196?. Esquema director del Parque Natural Lago de Buendía (Cuenca). 
1970. Plan General de Ordenación Urbana de Almería. (con Ángel Orbe, J. Barroso, A. Sarabia, J. Orbe, R. López de Lucio y otros) 
1970. Informe socio-urbanístico sobre el cierre al tráfico de las calles Carmen y Preciados de Madrid: seminario de sociología urbana. Madrid, Ayuntamiento de Madrid. Monografía mecanografiada. (Seminario de Sociología Urbana) 
1970. Hacia un prototipo de realidad urbana: U.R.S.S. Madrid, C.M.U. San Juan Evangelista. Monografía mecanografiada (Multicopia). (Seminario de Sociología Urbana) 
1971. “Concurso de ideas para la ordenación de la Plaza de Colón [Madrid]”, pp.27-31 en Arquitectura nº147, pp.27-31. (L. Arana [coord.], A. Orbe y J.M. Alonso [arquitectos], M. Gaviria (sociólogo), J. Sánchez [ingeniero de caminos], L. Silva Delgado [arquitecto paisajista], J.M. Moreno Galván [crítico de arte]). 
1971. Informe del Grupo de Trabajo de Amueblamiento Urbano de la ACTUR de Tres Cantos. 
1972. Información sobre las posibilidades de mejora de la calidad de la escena urbana de Benidorm. (Director) 
1973. Concurso sobre problemática del Turismo en España, convocado por Empresas Asociadas de Servicios y Turismo. Primer Premio. (con Carlos Lles y otros) 
1974. Alegaciones para los Ayuntamientos de Tudela y Arguedas contra la Central Nuclear. 
1974. Estudio sobre problemas ecológicos de las nuevas ciudades aglomeraciones surgidas en España con motivo del Turismo. Fundación Juan March (Director) 
1974. “Lectura social del barrio de Malasaña”. (con Ramón López de Lucio y otros. Previo a la paralización del Plan Malasaña) 
1976. Navarra 2000. Diputación Foral de Navarra. 
1976. “The mass tourism industry in Spain”. Seminario de UNESCO y Banco Mundial. 
1976. Estudio socioeconómico de El Bajo Aragón. Financiado por cuestación popular. 1977. Estudio socioeconómico del Plan Badajoz. Financiado por cuestación popular. (Dirigido junto a José Manuel Naredo) 
1976. Informe sobre la situación actual de las infraestructuras y recursos de la provincia de Tarragona y su incidencia en el desarrollo, CEPEDE, Tarragona. (con Luis Marco Bordeta, dir., Artemio Baigorri y otros. Entre otros temas desarrollados: Estudio de alternativas para la agricultura de Tarragona y Los problemas de un pueblo pesquero: Cambrils) 
1978. Plan Energético Alternativo de Navarra. Diputación Foral de Navarra. (Dirección de Equipo TAINA. Con Alfonso del Val, Jose Ignacio Sanz Arbizu, Adolfo Jiménez, Pedro Costa Morata, José Manuel Naredo y otros especialistas) 
1978. Plan Director Territorial del Alfoz de Burgos. (con Artemio Baigorri) 
1978. Normas subsidiarias de Ribaforada, Navarra. (con Artemio Baigorri) 
1978. Adaptación - Revisión del Plan General Municipal de Ordenación de Teruel. Adjudicado en concurso nacional. (con Manuel Ramos Martos, Elvira Adiego Adiego, Francisco Alós Barduzal y Angel Peropadre Muniesa, Arquitectos, Conrado Sancho Rebullida y Amador Ortiz Menarquez, Ingenieros de Caminos, Francisco Javier Robres Caparrós, Economista , Enrique Grilló Solano, Sociólogo, José Antonio Garcés Nogués y José Manuel Marraco Espinós, Abogados y Jose Luis Calvo Palacios y Manuel García Marquez, Geógrafos) 
1979-81. “Planeamiento Ambiental de las Ciudades”. Proyecto financiado por el Ministerio de Educación y Ciencia. Equipo formado por la Universidad Autónoma de Madrid. (Dirigido por Ramón Tamanes. Con Pedro Costa, José Allende y otros) 
1979. Estudio socioeconómico y de ordenación territorial de las comarcas de Vegas Altas, La Serena y Siberia. Centro de Estudios Extremeños. Villanueva de la Serena (Badajoz). (Dirigido junto a Artemio Baigorri, Fernando Mejías y Juan Serna) 
1980. Informe sobre el estado del planeamiento urbanístico y territorial en Ejea de los Caballeros, Zaragoza. (con Artemio Baigorri y otros) 
1980. Normas Subsidiarias de Alfaro, La Rioja. (con Artemio Baigorri y otros) 
1981. Plan eólico para Navarra. 
1981. Prediagnóstico: esquemas, problemas y potencialidades territoriales del término municipal de Alicante. (con Artemio Baigorri y A. Casado) 
1981. Informes para el Plan General de Ordenación Urbanística del Puerto de Santa María, Cádiz. (con Artemio Baigorri, M. Caravantes, I. Berlín y Álvaro Rodríguez Díaz) 
1982. Concurso de ideas para la elaboración de unas NNSS de ámbito provincial de Navarra. Primer Premio. (con Artemio Baigorri, Abel Casado, Patxi Tuñon y otros) 
1983. Consultoría en Mozambique. Naciones Unidas. 
1983. Posibilidades de desarrollo de la Agricultura Periurbana en el Área Metropolitana de Madrid. COPLACO. (con Artemio Baigorri, Gregorio Ballesteros y Elena Domingo. 7 tomos. Se publicó como documento de trabajo con el título “El espacio ignorado”) 
1982-84. Propuesta de Ordenación del Suelo NO Urbanizable de Tudela (Navarra). Portada del informe sobre Agricultura Periurbana en Madrid (7 tomos). I
1984. “El espacio de las firmas multinacionales y las Telecomunicaciones”. Dirección General de Telecomunicaciones del Gobierno Francés. Dos informes: 1) El espacio turístico y las telecomunicaciones. Un caso español en la aplicación de la telemática: Viajes Meliá, S.A.; 2) El Espacio Agroalimentario y las Telecomunicaciones. La aplicación de la telemática en la primera firma del sector en España: Nestlé - A.E.P.A. (con Patxi Tuñón, Antonio García Tabuenca y Artemio Baigorri) 
1984. Informe socioeconómico sobre la agricultura y la ganadería de la comarca de Sakana-Urbasa, y su influencia en el territorio. 
1984. Plan Socioeconómico del Valle de la Sakana (Navarra). Normas Subsidiarias de Planeamiento. (con Patxi Tuñón, Antonio García Tabuenca, Lidia Biurrun, Artemio Baigorri y equipo redactor de monografías) 
1984.Estudio socio-económico de las Normas Subsidiarias de Cizur Menor (Navarra). (con Patxi Tuñón, Antonio García Tabuenca, equipo de arquitectos de Víctor Honorato y otros colaboradores)
1984-1985. Informes diagnósticos de ”playas charter” en España (Benidorm, Salou, Torre molinos, Marbella, Palma de Mallorca, Calvía, Puerto de la Cruz, Maspalomas, Las Palmas de Gran Canaria) (con Artemio Baigorri, Antonio García Tabuenca, Patxi Tuñón y otros colaboradores Mario Gaviria se encargó de Benidorm y Calviá) 
1984. Miembro fundador del diario Liberación. 
1986. Propuesta “Atlas del Agua de Extremadura”. Junta de Extremadura. (Dirigido por Artemio Baigorri y frustrado por cambios políticos) 
1986-87. Informes diagnósticos para Calviá. 
1987. Campaña “En San Fermín, San Condón y que empiece la prevención”. Con el Comité Antisida de Navarra. 
1990. Experiencias de inserción en el País Valencià. Pamplona, Hendrickson Asociados. (con Manuel Aguilar Hendrickson y Miguel Laparra Navarro) 
1991. Proyecto del Barrio ecológico del Parque Goya, 3600 viviendas VPO. Zaragoza. 
1993. La Hidridación integrada del Valle Medio del Ebro. Confederación hidrográfica del Ebro (informe inédito). (con Manuel Omedás, Alfredo Ollero y Víctor Arqued) Propuesta de Abastecimiento del agua de Yesa a Zaragoza y su entorno. 
1995. Ciudad Jardín Puerta de los Pirineos. Plan Parcial para 3500 viviendas. Publicado como “Una descripción de intenciones” por el Gobierno de Aragón. (con José A. Turégano. Este Plan se materializó en Zaragoza bajo la denomicación de ‘Parque Goya’) 
1996. Prediagnóstico sobre los elementos conceptuales condicionantes de una estrategia territorial y urbanística de la Universidad de Burgos. (con Ramón Parra, Agustín Soro y Luis Moya, con directrices de Pedro Sillera) 
1996. Documentación complementaria a la alegación formulada por la Universidad de Burgos: a la revisión del PGOU de Burgos: “Información urbanística: aspectos sociales, antropológicos y económicos”. 
1998. El Ebro: futuro. Guión de videograbación junto a Manuel Omedás. 
2002. Almería madura, Almería podrida, Navarra, Universidad de Navarra. Multicopiado. (con David Baringo) 
2004. “La participación en los Planes de Demarcación. Directiva Marco del Agua”. Zaragoza, Confederación Hidrográfica del Ebro. (con David Baringo e Isidro Fernández) 
2006. “El castillo de Cortes (Navarra). Algunas Propuestas de Alternativas de uso”. Ayuntamiento de Cortes de Navarra. (con Ernesto Rodríguez, Isidro Ferrandez, Julen Ruberte, Tomas Sierra, Iosu Belío) 2007. Propuesta para una sociedad Municipal de Energías Renovables en Zaragoza. 
2008. Pabellón de la ciudad de Zaragoza. EXPO. 
2009. Plan de renovación y revitalización del Barrio del Picarral, Zaragoza. 
2009-11. “Enamorados de Benidorm”. Estudio sociourbanístico para el Ayuntamiento de Benidorm. (con Ion Martínez Lorea y Luis Calavia) 
2012. “La convivencia templada en Ribaforada, Navarra”. (con Ion Martínez Lorea, Aire Pardo Echegaray, Irene Eraso Morentin, Adrián Tuñón Jiménez, Marina de Miguel, Ana Zardoya, Rubén Sánchez y Gabriela Zanfir) 
2016. La separación de civilizaciones. La Islamización, un Riesgo Inaceptable. Libro inédito. Primer borrador. 
2017. Estudio sobre las posibilidades del desarrollo turístico y la generación de empleo en el Sur de Navarra. “Navarra Sur Turística I y II”. Documento inédito (753 págs.) (con Jorge Dorado, Ion Martínez Lorea y Gure Elía) 
2017. “Análisis de la crisis de refugiados en Europa y el impacto de la migración masiva desde el Norte de África hacía los países europeos”. Documento inédito (370 págs.). (con Jorge Dorado)
2018. “América Latina, la nueva Europa”. Documento inédito (70 págs.). (con Jorge Dorado)

## Premios y reconocimientos
- En 2005 recibió el Premio Nacional de Medio Ambiente, otorgado por el Ministerio de Medio Ambiente de España, por su contribución a la conservación de los recursos naturales y su importante papel en la introducción del pensamiento ecológico en España.
- Premio Sociedad y Valores Humanos 2006. Colegio de Sociólogos/as y Politólogos/as de Navarra[4]
- 2008 recibe el premio "Zahorí"[5]